# Carmignano
Carmignano – miejscowość i gmina we Włoszech, w regionie Toskania, w prowincji Prato.
Według danych na rok 2004 gminę zamieszkiwały 11 784 osoby, 310,1 os./km².
W miejscowości jest przystanek kolejowy Carmignano.